# Manoocher Deghati
Manoocher Deghati est un photographe, photojournaliste, reporter de guerre, et formateur franco-iranien, né le 23 août 1954 à Ourmia, en Iran.

## Biographie
Manoocher Deghati naît le 23 août 1954 à Ourmia en Iran. En 1978, après quatre années passées à Rome pour étudier le cinéma et devenir cameraman, il rentre en Iran au moment où le peuple iranien s’élève contre le Shah et sa politique de répression. Avec son frère Reza, il couvre les prémices et les années de la Révolution islamique puis la prise d'otage de l'ambassade américaine de Téhéran. Il photographie les étudiants qui manifestent dans la rue pour réclamer plus de liberté, et de démocratie et la répression des militaires, et commence à travailler pour l’agence Sipa Press et l’AFP.  
Il remporte le premier prix du World Press en 1984. Ses images d’enfants soldats, d’exécutions, dérangent et il est régulièrement arrêté, emprisonné, battu, menacé. Sa carte de presse lui est retirée à plusieurs reprises pour avoir montré la réalité de la révolution et de la guerre avec l’Irak.
En 1985, il décide de fuir son pays et s’exile en France avec sa femme et sa fille,.
Après quelques mois passés à Paris, l’AFP lui propose de développer un de ses bureaux à l’étranger. Il décide de partir en Amérique Centrale et s’installe au Costa Rica pour organiser le tout nouveau bureau de l’Agence France Presse dans la région. Il travaille avec des photographes locaux pour couvrir les guerres et les crises sociales qui font rage au Guatemala, au Nicaragua, au Salvador. Il est présent lors de l’invasion du Panama par les États-Unis en 1989.
Au début des années 90, il prend la direction du bureau de l’AFP au Caire d’où il couvre le conflit israélo-palestinien, le retour d’exil de Yasser Arafat, Jérusalem, la Somalie, la guerre du Golfe, le siège de Sarajevo.
En 1996 à Ramallah, une balle tirée par un sniper israélien lui brise la jambe. Une équipe de chirurgiens israéliens lui sauve la vie,. Il est rapatrié en France où pendant dix-huit mois, il suit une rééducation à l’hôpital militaire des Invalides à Paris. Il se voit accorder la nationalité française par le président de la République Jacques Chirac.
Basé à Paris, Manoocher Deghati continue de voyager. Il revient à Ramallah où en février 2000, il photographie le Premier ministre français Lionel Jospin essuyant des jets de pierres d’étudiants palestiniens à l’université de Bir Zeit. Dans la bousculade une voiture officielle le renverse, brisant une seconde fois sa jambe déjà blessée en 1996.
Il part en Afghanistan après la chute du régime des talibans et devient formateur. Avec son frère Reza, ils fondent en 2002 l’association Aina à Kaboul, une ONG qui permet à des Afghans, femmes et hommes, d’être formés aux médias afin de pouvoir documenter sur l’histoire de leur pays.
Il devient ensuite formateur au Kenya au sein d’IRIN, l’agence de presse des Nations unies à Nairobi. Il forme plus d’une centaine de photographes.
Alors qu’il s’apprête à partir en Azerbaïdjan en janvier 2011, Santiago Lyon, directeur de la photographie de l’agence The Associated Press lui propose le poste de directeur photo au Moyen-Orient.
Il arrive au Caire en 2011, un jour avant que la révolution égyptienne n’éclate. C’est le début du Printemps Arabe en Égypte, en Syrie, en Libye, au Yémen et en Irak. Il passe les années suivantes à coordonner la couverture des révolutions et des soulèvements dans la région pour l’AP.
Manoocher Deghati est à la tête de l’équipe AP qui a remporté le prix Pulitzer en 2013 pour sa couverture de la guerre civile en Syrie. En 2012, il est membre du jury du World Press Photo.
En 2014, après avoir couvert plus de quarante guerres ou révolutions et voyagé dans plus de cent pays, il quitte l’Égypte avec sa famille, pour s’installer en Italie, dans la région des Pouilles, où il achète une ferme et cultive des vignes. Il poursuit sa carrière de photographe loin des zones de conflits.
Ses photos ont été publiées entre autres dans Time, Life, Newsweek, Paris Match, GEO et National Geographic Magazine.
En 2021, Manoocher Deghati préside le jury de la 28e édition du Prix Bayeux-Calvados des correspondants de guerre .

## Publications
Liste non exhaustive
- Manoocher Deghati, Reza Deghati et Rachel Deghati, Iran, rêves et dérives (1978-1985), Paris, Hoëbeke, 2019, 288 p. (ISBN 978-2842307301)
- (en) Ursula Janssen, Manoocher Deghati, Eyewitnessed: A biographical novel, Auto édition, 2020, 242 p. (ISBN 9798639709609)

## Expositions
Liste non exhaustive
- 2015 : La réalité en face, Visa pour l’Image, Perpignan
- 2021 : Eyewitnessed, Festival Prix Bayeux Calvados-Normandie, du 4 au 31 octobre[6]

## Prix et récompenses
Liste non exhaustive
- 1980 : American Deadline Press Club, prix spécial pour la réalisation[1]
- 1984 : World Press Photo, premier prix catégorie actualités pour ses photos de la guerre Iran-Irak[3]
- 1986 : World Press Photo, 3e prix dans la catégorie « Daily Life, Singles »[7]
- 1996 : 11th International Festival of Scoop and Journalism in Angers, 1er prix
- 2001 : Prix Georges Bendrihem pour la meilleure photo d’une personnalité politique européenne de l’année[8]
- 2004 : Howard Chapnick Award for Advancement of Photojournalism, New York[1]
- 2004 : Prix Fuji, 1er prix, France
- 2004 : Howard Chapnick Award for Advancement of Photojournalism, New York[1]
- 2016 : Premio Focara Fotografia 2016, Novoli[9]